# 维维安娜·巴拉比奥
维维安娜·巴拉比奥（義大利語：Viviana Ballabio，1967年7月26日—），意大利前女子篮球运动员。她曾代表意大利参加1996年夏季奥林匹克运动会篮球比赛，结果获得第八名。